# Thomas Osborne (4e duc de Leeds)
Thomas Osborne, 4e duc de Leeds (6 novembre 1713 - 23 mars 1789) est un homme politique et pair britannique.

## Biographie

### Vie privée

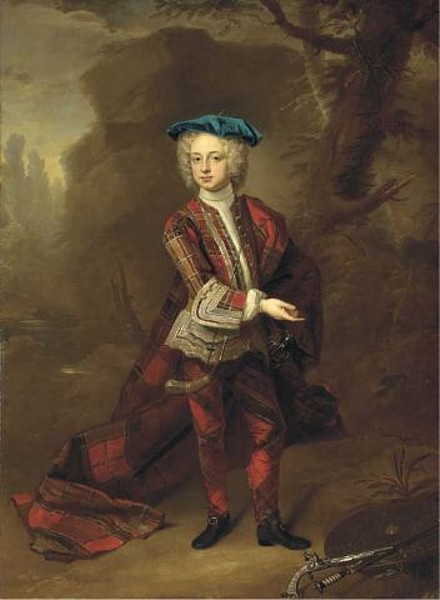
Portrait du 4e duc de Leeds enfant, en costumes des Highlands en 1726 (Hans Hausing).

Thomas Osborne est l'aîné et l'unique fils survivant de Peregrine Osborne, 3e duc de Leeds et de sa première femme Elizabeth Harley, plus jeune fille de Robert Harley, 1er comte d'Oxford et Mortimer. 
Il fait ses études à Westminster School puis à Christ Church.
Il est titré comte de Danby entre 1713 et 1729 puis marquis de Carmarthen entre 1729 et 1731.

### Vie publique
Il devient Doctor of Civil Law en 1738 et membre de la Royal Society l'année suivante.
Thomas Osborne devient Lord of the Bedchamber en 1748. En juin 1749, il est fait Chevalier de l'Ordre de la Jarretière. En 1756 il est nommé garde des coffres puis juré du Conseil privé l'année suivante. Il était aussi Deputy Lieutenant dans le comté du Yorkshire. Il succède à son beau-père comme gouverneur des Sorlingues.
Une des gouvernantes de sa propriété, Dorthea Gates, est la mère du général américain Horatio Gates.

## Famille
Il épouse, le 26 juin 1740, Mary Godolphin (1723-1764), fille de Francis Godolphin, 2e comte de Godolphin et d'Henrietta Churchill, 2e duchesse de Marlborough. Ils ont quatre enfants.
- Harriot Osborne, marquis de Carmarthen (13 novembre 1744 - 15 novembre 1744), célibataire, sans enfants ;
- Thomas Osborne, marquis de Carmarthen (5 octobre 1747 - 28 octobre 1747), célibataire, sans enfants ;
- Une fille mort-née ;
- Francis Osborne, 5e duc de Leeds (29 janvier 1751 - 31 janvier 1799) épouse en premières noces Amelia Darcy, 12e baronne Darcy de Knayth et 9e baronne Conyers (12 octobre 1754 - 27 janvier 1784) (dont descendance), puis épouse en secondes noces Catherine Anguish (21 janvier 1764 - 9 octobre 1837) (dont descendance).

Le 4e duc de Leeds est enterré dans la chapelle de la famille Osborne à l'église All Hallows, à Harthill, dans le Yorkshire du Sud.

## Distinctions

### Décorations britanniques
- Ordre de la Jarretière (juin 1749)